# 행정강제
행정강제(行政強制)는 행정목적을 달성하기 위해 사람의 신체 또는 재산에 실력을 가하여 행정상 필요한 상태를 실현하는 행정작용이다.

## 행정강제의 종류

### 강제집행의 수단
- 행정대집행:의무자의 의무불이행으로 인한 제 1차적 수단으로 당해 행정청이 의무자가 행할 작위를 스스로 혹은 제 3자로 하여금 행하게 하고 비용을 의무자로부터 징수하는 것이다.
- 이행강제금(집행벌):비 대체적 작위의무.부작위의무.수인의무의 불이행시 일정 금액의 금전이 부과될 것임을 의무자에게 미리 계고함으로써 의무이행의 확보를 도모하는 것이다.
- 직접강제:의무자가 의무를 이행하지 아니하는 경우 직접적으로 의무자의 신체 또는 재산에 실력을 행사함으로써 행정상 필요한 상태를 실현하는 것이다.
- 강제징수:사인이 국가 또는 지방자치단체에 대해 부담하고 있던 고업상 금전급부의무를 불이행한 경우 행정청이 강제적으로 의무가 이행된 것과 같은 상태를 실현하는 것이다.

### 행정상 즉시강제
- 대인적 즉시강제
- 대물적 즉시강제
- 대가택적 즉시강제

## 판례
법률에 이행강제수단으로 대집행과 이행강제금이 인정되고 있는 경우 행정청은 대집행과 이행강제금을 선택적으로 활용할 수 있으며, 합리적인 재량에 의해 선택하여 활용하는 이상 중첩적인 제재에 해당한다고 볼 수 없다

## 같이 보기
- 행정조사
- 과징금
- 관허사업제한
- 공표

1. ↑  헌법재판소 2011. 10. 25.자 2009헌바140 전원합의체 결정